# Eva Šmeralová
Eva Šmeralová (* 26. August 1976 in Pardubice) ist eine ehemalige tschechische Fußballnationalspielerin.
Šmeralová ist aktuell die Spielerin mit den meisten Länderspielen für ihre Auswahl. Sie bestritt zwischen 1993 und 2008 für Tschechien 71 Länderspiele und schoss 13 Tore, zweimal wurde sie als Fußballspielerin des Jahres gewählt. Sie wurde meistens in der Abwehr eingesetzt. Sie spielte unter anderem für AC Sparta Prag und Slavia Hradec Králové, ab der Saison 2009/2010 spielt sie für SK DFO Pardubice.